# Keremelenahalli, Kadur
Keremelenahalli là một làng thuộc tehsil Kadur, huyện Chikmagalur, bang Karnataka, Ấn Độ.